# 武田久吉
武田久吉（日语：／ Takeda Hisayoshi，1883年3月2日—1972年6月7日）是一名日本植物學家，父親是英國外交官薩道義爵士。他是日本自然歷史學會的創始人，並因保護尾瀨（即現在的尾瀨國立公園）環境的運動而知名。

## 生平
武田出生於東京府，是薩道義爵士和他的同居妻子武田兼的次子。他在東京外國語大學主修英語，1910年前往英國倫敦邱園學習植物學。武田於1913年回國，1915年回到英國伯明罕大學繼續深造。一年後，作為博士課程的一部分，他前往色丹島進行植物研究。1916年，他成為京都大學講師，1920年進入北海道大學。1928年至1939年，他回到京都大學擔任高級講師。
1948年至1951年間，武田擔任日本山岳會第六任主席，該俱樂部成立於1905年。他還曾擔任日本自然保護協會會長，直到1970年。他因在植物學方面的貢獻而被授予秩父宮記念學術獎。
通過研究，他發起了加強保護山區植物物種的運動。被稱為「尾瀨之父」的武田協助建立了尾瀨國立公園。該地區包括日本福島縣、櫪木縣、群馬縣和新潟縣的部分地區。後人在福島縣檜枝岐村修建了一座紀念館以紀念他。
武田已婚並育有兩個女兒。武田於1972年6月7日去世，享壽89歲。

## 出版作品
-  梓書房、1930年（平凡社ライブラリー、1996年）
-  河出書房、1938年（日本文芸社、1970年）
-  アルス、1941年
-  アルス、1942年
-  山岡書店、1948年（講談社學術文庫、1999年）
-  岩波寫真文庫、1951年
-  山與溪谷社、1956年
-  保育社、1959年
-  保育社、1964年